# ピーター・フィンチ
ピーター・フィンチ（Peter Finch, 1916年9月28日 - 1977年1月14日）は、イギリス出身の俳優。

## 来歴
ロンドンで生まれ、フランス、インド、オーストラリア（両親の出身地）で育った。本名Frederick George Peter Ingle-Finch。
ラジオや舞台に出演した後、1938年に『Dad and Dave Come to Town』で映画デビューしたものの、ローレンス・オリヴィエの目にとまりしばらく舞台での活躍が続く。この時期に、当時オリヴィエの妻であったヴィヴィアン・リーと不倫関係になったこともあった。1940年代後半より再び映画出演に重きを置くようになり、1950年にハリウッド・デビュー。1971年の映画『日曜日は別れの時』で、同性愛のユダヤ人の開業医を演じアカデミー主演男優賞にノミネートされた。
1976年の映画『ネットワーク』では、ニュース番組放送中に拳銃自殺を予告したのを皮切りに、徐々に狂気に蝕まれていくキャスターを演じ、アカデミー主演男優賞にノミネートされるが、その直後に急性心不全で急逝。アカデミー賞演技部門史上初の死後受賞となった。
授賞式では、脚本家のパティ・チャイエフスキーが代理としてオスカーを最初に受け取ったが、パティは壇上で、「この賞を正式の受け取れるのは、妻のエレザしかいない。エレザ、壇上に来て賞を受け取ってくれ」と発言したため、改めてエレザが登壇し、賞を受け取った。演技部門ではヒース・レジャーが2009年に助演男優賞を受賞するまでの32年間、主演男優賞としては2021年現在も唯一の死後受賞である。
父親は登山家であるジョージ・フィンチ。

## 主な出演作品
| 公開年 | 邦題 原題                                                 | 役名                                  | 備考                                                                                |
| ------ | --------------------------------------------------------- | ------------------------------------- | ----------------------------------------------------------------------------------- |
| 1944   | 攻撃命令 The Rats of Tobruk                               | ピーター・リントン                    |                                                                                     |
| 1949   | ユーレカの砦 Eureka Stockade                              | Humffray                              |                                                                                     |
| 1950   | 木馬 The Wooden Horse                                     | オーストラリア人                      |                                                                                     |
| 1952   | ロビン・フッド The Story of Robin Hood and His Merrie Men | ノッティンガム公                      |                                                                                     |
| 1953   | ギルバートとサリバン The Story of Gilbert and Sullivan    | リチャード                            |                                                                                     |
| 1954   | 巨象の道 Elephant Walk                                    | ジョン・ワイリー                      |                                                                                     |
| 1955   | 覆面の騎士 The Dark Avenger                               | Comte De Ville                        |                                                                                     |
| 1955   | 颱風圏 Passage Home                                       | ラッキー・レイランド                  |                                                                                     |
| 1956   | マレー死の行進/アリスのような町 A Town Like Alice         | ジョー・ハーマン                      | 英国アカデミー賞主演男優賞 受賞                                                     |
| 1956   | 戦艦シュペー号の最後 The Battle of the River Plate        | ラングスフドルフ                      |                                                                                     |
| 1957   | 武装強盗団 Robbery Under Arms                             | スターライト                          |                                                                                     |
| 1957   | 反抗の渦 Windom's Way                                     | アレック・ウィンダム                  |                                                                                     |
| 1959   | ダイヤモンド作戦 Operation Amsterdam                      | ジャン・スミット                      |                                                                                     |
| 1959   | 尼僧物語 The Nun's Story                                  | フォルテュナティ博士                  |                                                                                     |
| 1960   | 海賊船 Kidnapped                                          | アラン・ブレック・スチュワート (主役) |                                                                                     |
| 1960   | The Trials of Oscar Wilde                                 | オスカー・ワイルド                    | 英国アカデミー賞主演男優賞 受賞                                                     |
| 1961   | No Love for Johnnie                                       | ジョニー・バーン                      | ベルリン国際映画祭男優賞 受賞 英国アカデミー賞主演男優賞 受賞                       |
| 1964   | 女が愛情に渇くとき The Pumpkin Eater                      | ジェイク・アーミテージ                |                                                                                     |
| 1964   | みどりの瞳 Girl with Green Eyes                           | ユージーン・ガイヤール                |                                                                                     |
| 1964   | H.G.ウェルズのS.F.月世界探険 First Men in the Moon        | 執行人                                | クレジットなし                                                                      |
| 1965   | 飛べ!フェニックス The Flight of the Phoenix               | ハリス                                |                                                                                     |
| 1966   | 栄光の丘 Judith                                           | アーロン                              |                                                                                     |
| 1966   | 夏の夜の10時30分 10:30 P.M. Summer                        | ポール                                |                                                                                     |
| 1967   | 遥か群衆を離れて Far from the Madding Crowd               | ウィリアム・ボルドウッド              |                                                                                     |
| 1968   | 女の香り The Legend of Lylah Clare                        | Lewis Zarken/Louie Flack              |                                                                                     |
| 1969   | SOS北極... 赤いテント Krasnaya palatka                    | ノビレ将軍（主役)                     | イタリア・ソ連合作映画                                                              |
| 1971   | 日曜日は別れの時 Sunday Bloody Sunday                     | ダニエル・ハーシュ                    | 英国アカデミー賞主演男優賞 受賞                                                     |
| 1972   | 囁く砂 Something to Hide                                  | ハリー・フィールド                    |                                                                                     |
| 1973   | 失われた地平線 Lost Horizon                               | リチャード・コンウェイ（主役)         |                                                                                     |
| 1976   | ネットワーク Network                                      | ハワード・ビール                      | アカデミー主演男優賞 受賞 ゴールデングローブ賞 受賞 英国アカデミー賞主演男優賞 受賞 |
| 1976   | 特攻サンダーボルト作戦 Raid on Entebbe                    | イツハク・ラビン首相（主役)           | テレビ映画                                                                          |